# Uli Spieß
Ulrich Spieß detto Uli o Ulli (Innsbruck, 15 agosto 1955) è un ex sciatore alpino austriaco.

## Biografia
Uli Spieß, originario di Mayrhofen, proviene da una famiglia di grandi tradizioni nello sci alpino: è figlio di Ernst ed Erika Mahringer e fratello di Nicola, a loro volta atleti di alto livello. Ottenne i primi successi internazionali agli Europei juniores di Madonna di Campiglio 1972, dove vinse la medaglia d'argento nella discesa libera, e di Ruhpolding 1973, dove conquistò la medaglia d'oro nello slalom gigante e nello slalom speciale.
Specializzatosi nella discesa libera, fece parte della nazionale austriaca dal 1973 al 1983 e in tale specialità conquistò tutti i suoi maggiori risultati internazionali: in Coppa del Mondo ottenne il primo piazzamento il 17 dicembre 1976 sulla Saslong in Val Gardena (9º), la prima vittoria (nonché primo podio) il 10 marzo 1978 a Laax, la seconda e ultima vittoria il 7 dicembre del 1980 a Val-d'Isère, l'ultimo podio il 15 dicembre seguente in Val Gardena (2º dietro al compagno di squadra Harti Weirather) e l'ultimo piazzamento il 21 gennaio 1983 sulla Streif di Kitzbühel (6º). Non prese parte a rassegne olimpiche né ottenne piazzamenti ai Campionati mondiali.

## Palmarès

### Europei juniores
- 3 medaglie[2]:
  - 2 ori (slalom gigante, slalom speciale a Ruhpolding 1973)
  - 1 argento (discesa libera a Madonna di Campiglio 1972)

### Coppa del Mondo
- Miglior piazzamento in classifica generale: 12º nel 1977
- 7 podi (tutti in discesa libera):
  - 2 vittorie
  - 2 secondi posti
  - 3 terzi posti

#### Coppa del Mondo - vittorie
| Data            | Località    | Paese    | Specialità |
| --------------- | ----------- | -------- | ---------- |
| 10 marzo 1978   | Laax        | Svizzera | DH         |
| 7 dicembre 1980 | Val-d'Isère | Francia  | DH         |

Legenda:

DH = discesa libera

### Coppa Europa
- 3 podi[senza fonte]

### Campionati austriaci
- 2 medaglie[3]:
  - 2 argenti (discesa libera nel 1976; discesa libera nel 1979)